# Luft unter den Sohlen

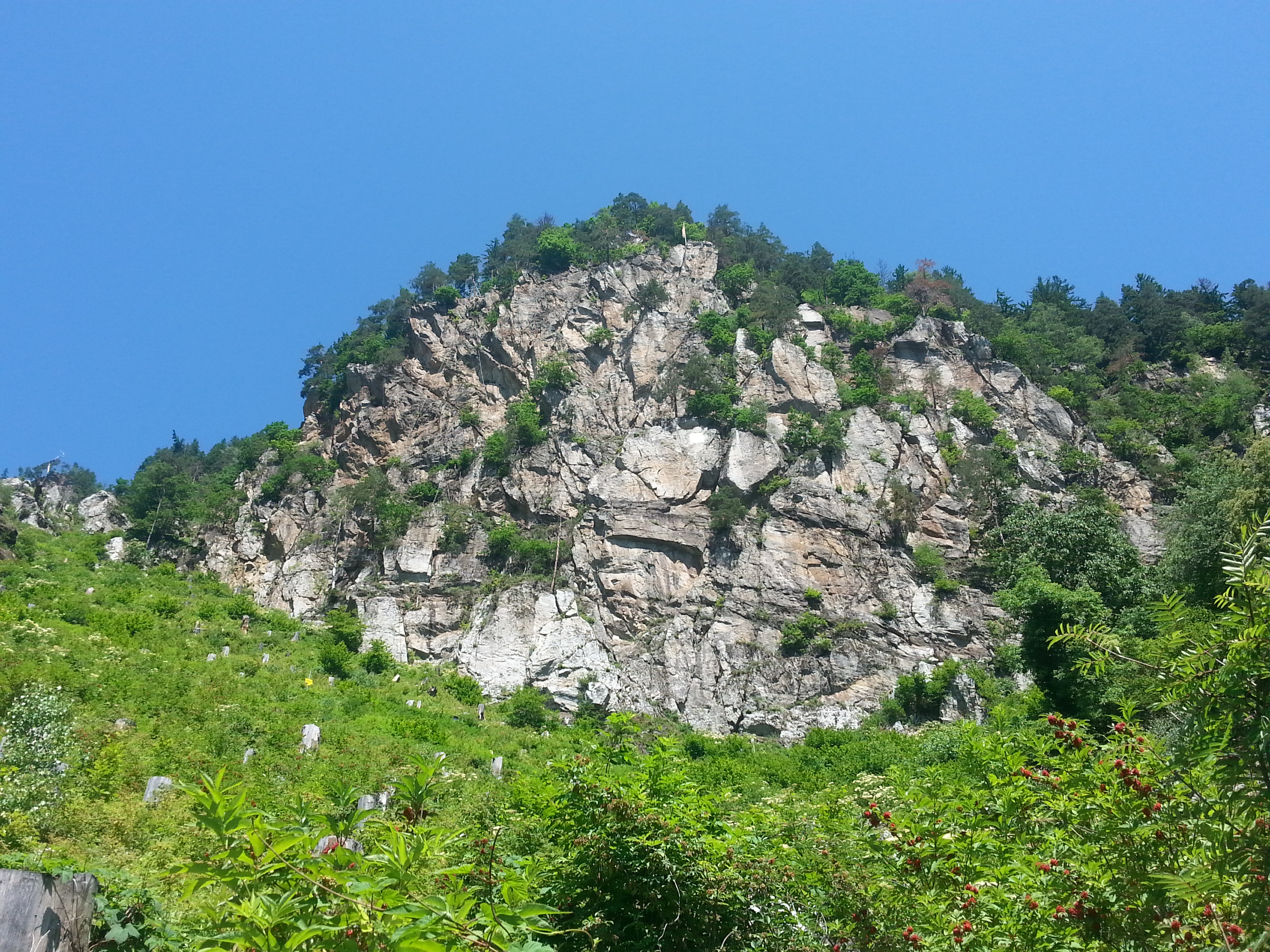
Die Breitwand (auch Bratwand bzw. Bratwond)

Der Klettersteig Luft unter den Sohlen befindet sich im Gemeindegebiet von Radenthein, Bezirk Spittal an der Drau, Kärnten, Österreich und wird als sehr schwierig (D/E) beurteilt.
Der Klettersteig befindet sich an der Breitwand („Bratwand“) in der Ortschaft Döbriach am Millstätter See (620 m). Er ist Teil des Klettergartens Breitwand und wurde im Februar 2001 von Soldaten des Spittaler JgB 26 als Gemeinschaftsprojekt mit der Sektion Radenthein des OeAV errichtet. Die Anfahrt erfolgt von Spittal an der Drau aus über Seeboden und Millstatt dem Nordufer des Millstätter Sees folgend, oder aus Villach durch das Gegendtal. Parkmöglichkeiten gibt es an öffentlichen Gebäuden in Döbriach.
Nach kurzem Fußmarsch über einen Waldweg und einen serpentinenartig angelegten Aufstieg, gelangt man den Beschilderungen folgend zum Einstiegsbereich am Wandfuß (770 m). Nach einer sehr schwierigen Einstiegsstelle, geht es über steile Passagen und kurze Flachstücke bis zum Ausstieg (890 m) am Fahnenmast. Ausgesetzte Querungen, wenig natürliche Rastmöglichkeiten, eine Überhangstelle und langanhaltende Schwierigkeiten im Schlussteil erfordern eine gute Klettertechnik und Kraftausdauer in den Armen. Vor der Schlusspassage gibt es eine kleine Rastfläche mit Sitzbank und „Wandbuch“.
Der Abstieg erfolgt über die westliche Wandseite in teils sehr steilem, versichertem und verwachsenem Gelände zurück zum Serpentinen-Aufstieg.

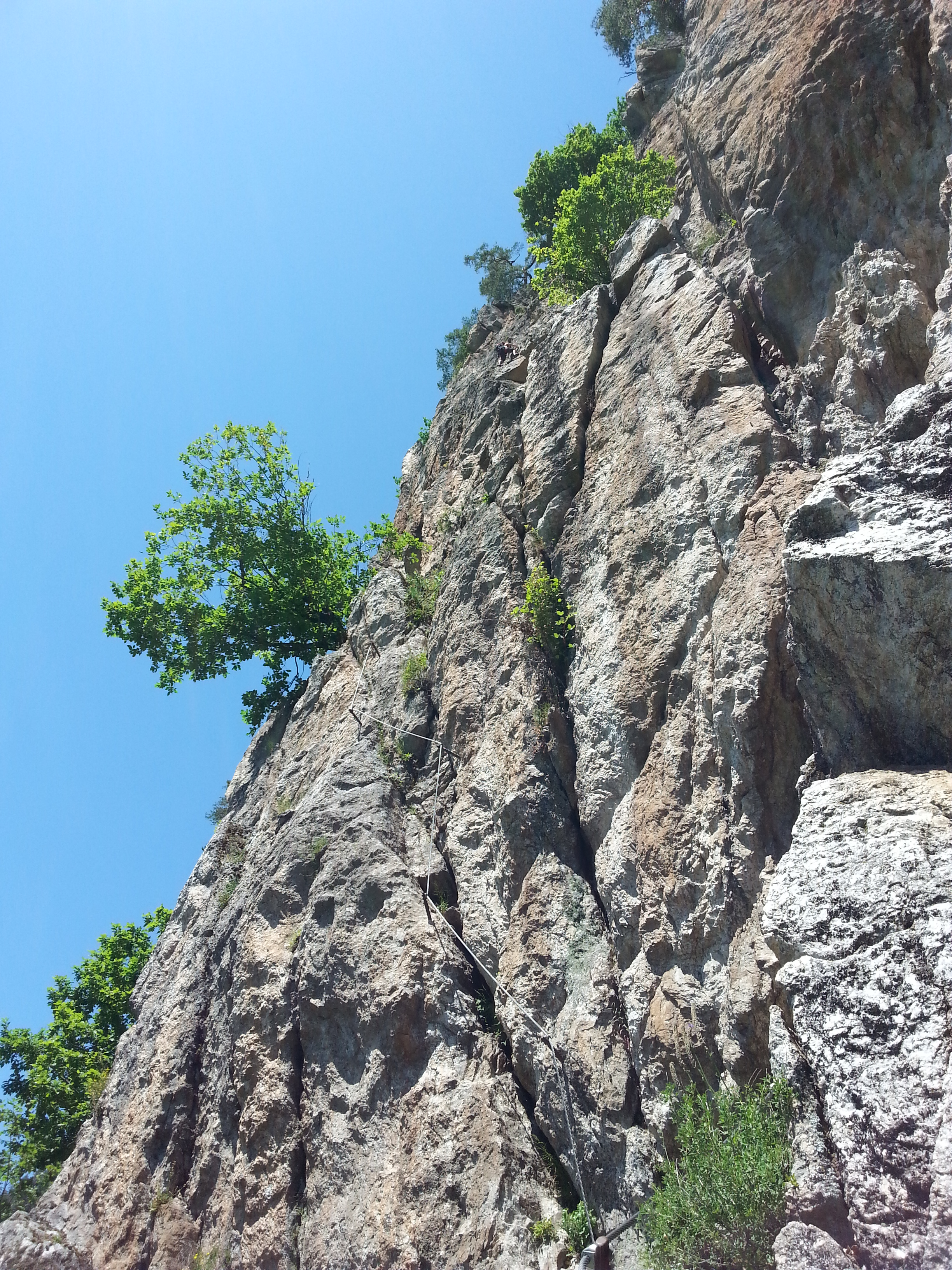
Senkrechte Passage
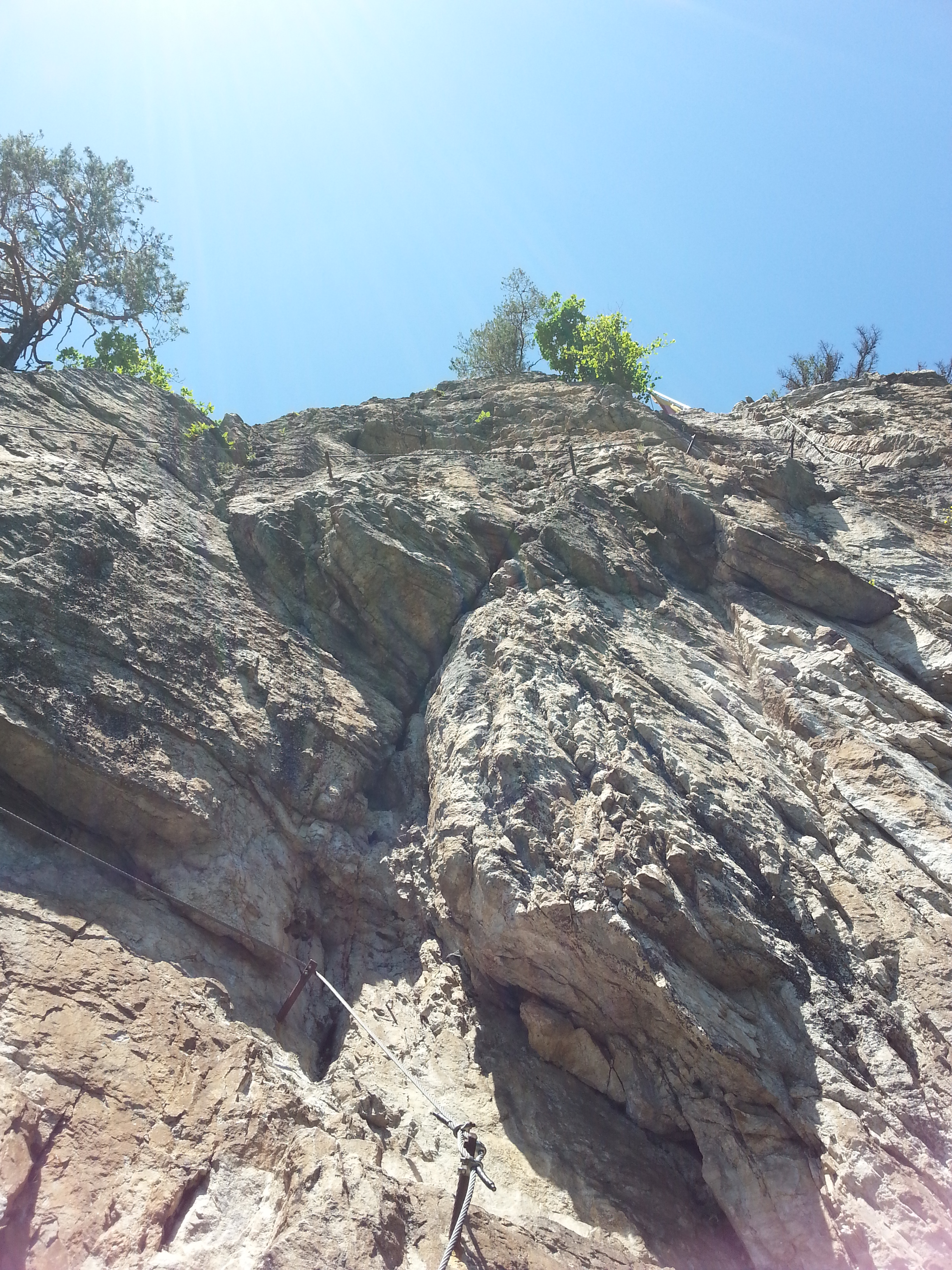
Schlusspassage zum Fahnenmast